# Protomystides confusa
Protomystides confusa är en ringmaskart som beskrevs av Hartmann-Schröder 1962. Protomystides confusa ingår i släktet Protomystides och familjen Phyllodocidae. Inga underarter finns listade i Catalogue of Life.